# Albin Tahiri
Albin Tahiri (* 15. Februar 1989 in Slovenj Gradec, SR Slowenien, SFR Jugoslawien) ist ein slowenisch-kosovarischer Skirennläufer. 2017 und 2018 vertrat er als erster Athlet den Kosovo bei Alpinen Skiweltmeisterschaften und Olympischen Winterspielen.

## Biografie
Albin Tahiri kam 1989 als Sohn eines kosovo-albanischen Vaters und einer slowenischen Mutter aus Ravne na Koroškem in der SR Slowenien zur Welt, wo er auch aufwuchs. Tahiri begann seine Laufbahn als Skirennläufer für den slowenischen Verband, entschied sich jedoch kurz nach der Unabhängigkeitserklärung des Kosovo für einen Nationenwechsel. Er trainiert hauptsächlich in Slowenien, Italien und Österreich.
Einen ersten Spitzenplatz erzielte Tahiri mit Rang zwei hinter Klemen Kosi 2008 in einem nationalen Jugendrennen in Abetone. Gegen Ende der Saison erreichte er mehrere Top-10-Platzierungen in Citizen-Rennen in Österreich. Bei den slowenischen Meisterschaften verzeichnete er 2009 einen neunten Platz im Super-G. Dieses Ergebnis konnte er bei den mazedonischen Meisterschaften 2012 im Slalom wiederholen. Im Januar 2010 gelangen ihm seine bislang besten internationalen Resultate, als er im FIS-Riesenslalom am Erciyes einen zweiten Platz belegte und den Slalom am nächsten Tag für sich entschied.
Am 23. Januar 2017 gab Tahiri im Super-G von Méribel sein Europacup-Debüt und belegte Platz 81. In drei weiteren Starts am selben Ort erreichte er als bestes Ergebnis einen 47. Platz in der Kombination. Im Februar nahm Tahiri an den Alpinen Skiweltmeisterschaften in St. Moritz teil. Nachdem der Kosovo erst im Dezember 2014 Mitglied des Internationalen Olympischen Komitees geworden war, war Tahiri der erste Skirennläufer, der sein Land bei Weltmeisterschaften der FIS vertrat, und einer der ersten Wintersportler, der für den Kosovo bei internationalen Titelkämpfen an den Start ging.
Am 4. März feierte er im Riesenslalom von Kranjska Gora sein Weltcup-Debüt.
Im September 2017 schloss Tahiri ein Studium der Zahnmedizin an der Universität Ljubljana ab. Im Februar 2018 nahm Tahiri als erster Athlet unter kosovarischer Flagge an den Olympischen Winterspielen in Pyeongchang teil und klassierte sich als einer von wenigen Skirennläufern in allen fünf Einzeldisziplinen. Als bestes Ergebnis belegte er Rang 37 in der Kombination. 2019 nahm er an den Weltmeisterschaften im schwedischen Åre teil. Bei den Weltmeisterschaften 2021 in Cortina d’Ampezzo trat er in den technischen Disziplinen an und erzielte deutlich bessere Resultate mit Rangierungen als 32. im Slalom und 37. im Riesenslalom.
Bei den Olympischen Winterspielen 2022 in Peking erzielte Tahiri mit Rang 15 in der Alpinen Kombination das beste Ergebnis eines kosovarischen Sportlers bei Olympischen Winterspielen.

## Erfolge

### Olympische Spiele
- Pyeongchang 2018: 37. Alpine Kombination, 39. Slalom, 47. Super-G, 50. Abfahrt, 56. Riesenslalom
- Peking 2022: 15. Alpine Kombination, 35. Abfahrt

### Weltmeisterschaften
- St. Moritz 2017: 45. Alpine Kombination, 49. Super-G, 51. Abfahrt
- Åre 2019: 45. Super-G, 55. Abfahrt
- Cortina d’Ampezzo 2021: 37. Riesenslalom, 32. Slalom

### Weitere Erfolge
- 1 Sieg in einem FIS-Rennen